# Pacto de Guatemala
El Pacto de Guatemala fue un tratado unionista centroamericano, firmado en la ciudad de Guatemala el 7 de octubre de 1842 por los Estados de El Salvador, Guatemala, Honduras y Nicaragua, para establecer algunas medidas confederales y disponer que no serían reconocidos los gobiernos nacidos de golpes o revoluciones. 
Los cuatro Estados también firmaron pocos días después un convenio en el que reiteraban la decisión de romper todo vínculo con el Estado de Costa Rica mientras estuviese gobernado por el general Francisco Morazán y establecían una alianza para el caso de que el gobierno de Morazán atacase el territorio de cualquiera de los firmantes. Sin embargo, ya desde el 11 de septiembre de 1842 Morazán había sido derrocado, por lo que los convenios de Guatemala quedaron inoperantes.